# Лакхпат
Лакхпат (англ. Lakhpat, хинди लखपत, гудж. લખપત) — небольшой город в западной части Индии, в штате Гуджарат, на территории округа Кач. Административный центр талуки Лакхпат.

## История
В прошлом являлся крупным портовым городом на реке Инд. Однако, после землетрясения 1819 года и последовавшего вслед за этим изменения русла реки пришёл в упадок и практически обезлюдел.

## География
Город находится в северо-западной части Гуджарата, на полуострове Кач, на южном берегу индского эстуария Кори, вблизи государственной границы с Пакистаном, на высоте 17 метров над уровнем моря.
Лакхпат расположен на расстоянии приблизительно 396 километров к западу-северо-западу (WNW) от Гандинагара, административного центра штата и на расстоянии 990 километров к юго-западу от Нью-Дели, столицы страны.

## Климат
Климат характеризуется как аридный жаркий (BWh в классификации климатов Кёппена). Среднегодовая температура воздуха составляет 26,6 °C. Средняя температура самого холодного месяца (января) составляет 18,1 °С, самого жаркого месяца (июня) — 32,1 °С. Расчётная многолетняя норма осадков — 343 мм. В течение года количество осадков распределено неравномерно, основная их масса выпадает в период с июня по ноябрь. Наибольшее количество осадков выпадает в июле (130 мм).

## Демография
По данным официальной переписи 2011 года, население составляло 807 человек, из которых мужчины составляли 54 %, женщины — соответственно 46 %. Дети в возрасте до 6 лет составляли 10 %. Уровень грамотности населения составлял 51,2 %. Насчитывалось 216 домохозяйств.